# Les Éléphants
Cet article concerne le rassemblement motard. Pour la chanson de France Gall, voir Les Éléphants (chanson). Pour le tableau de Salvador Dalí, voir Les Éléphants (Dalí). Pour les autres significations, voir Éléphant (homonymie).

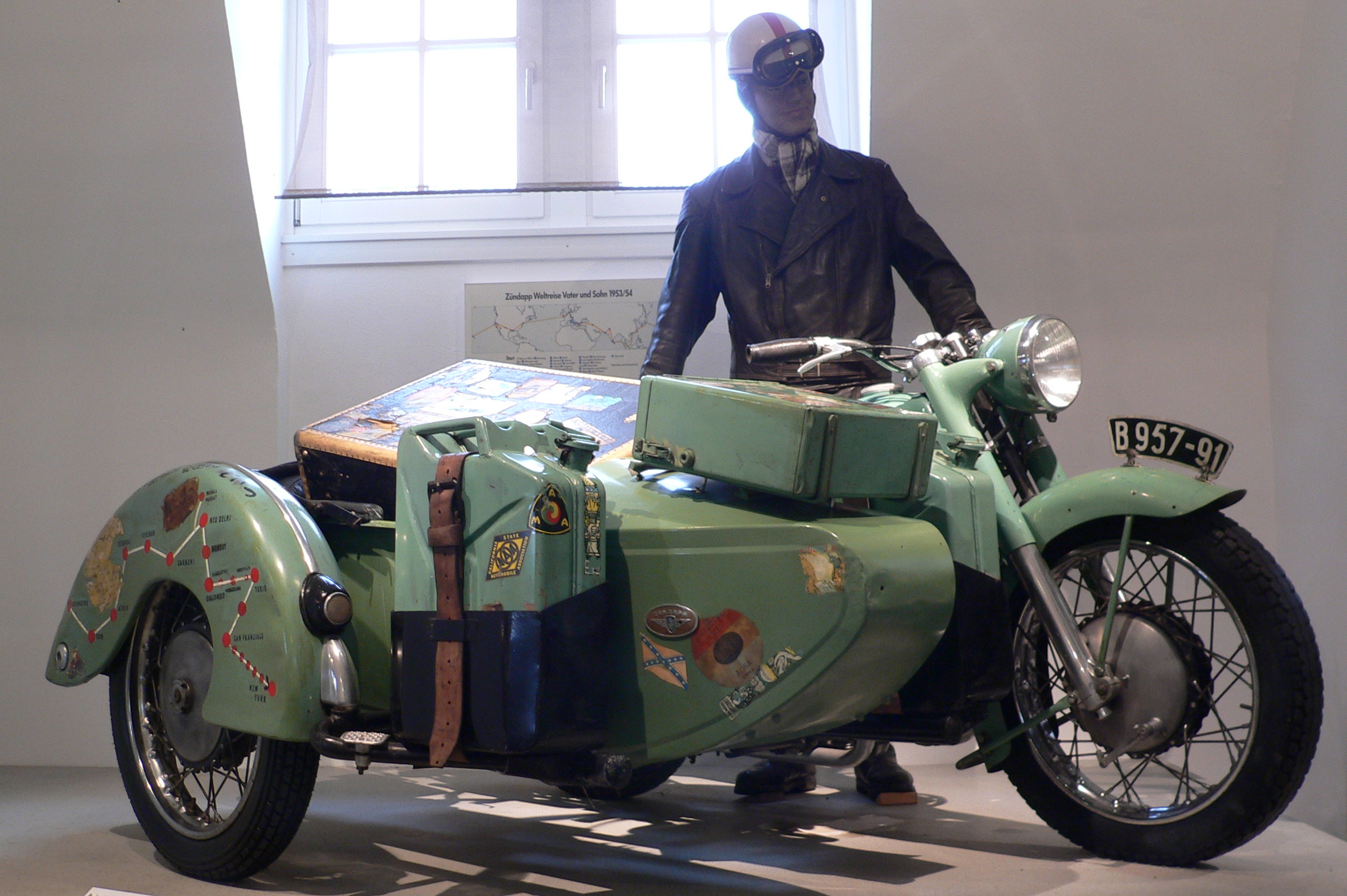
Zündapp KS601

Les Éléphants (Elefantentreffen en allemand), couramment appelés Elephs en français, sont un rassemblement motard qui a lieu chaque année lors du dernier week-end de janvier à Thurmansbang-Solla en Bavière et mi-février au Nürburgring.

## Description
La première édition date de 1956, où, dans la région de Stuttgart - au Glemseck, précisément -, une vingtaine de side-cars Zündapp KS601 surnommés « les Éléphants verts » se sont réunis pour lutter contre le dénigrement systématique de la moto en faveur de l'automobile (source : magazine Motorrad). Il s'agissait de démontrer que la moto n'était pas qu'un jouet mais pouvait rouler en hiver. Le fondateur était Ernst Leverkus, dit « Klaks ». En 1957, ils étaient 40 en side-car Zündapp. Puis les Élephs émigrèrent à Bad Dürkheim, Stadtoldendorf (près de Hanovre), Grossen Felberg, avant de s'établir au Nürburgring. Depuis, cette concentration est devenue internationale, multiculturelle. Plus de 10 000 motards et badauds s'y retrouvaient au premier week-end de chaque année mais, en 1977, un affrontement avec la police se soldait par un mort. Les Élephs ont dû émigrer sur le circuit de Salzbourg, en Autriche. Ils restèrent jusqu'en 1988 mais, sous la pression des autorités, durent trouver un autre endroit. Deux groupes se sont formés : celui des organisateurs officiels, la BVDM, fédération allemande des motards, qui s'installa sur un circuit de stock-car à Thurmansbang-Solla et celui des nostalgiques qui obtint l'autorisation de s'installer sur le camping du Nürburgring. Chacun revendique l'authenticité du mouvement, le premier parce qu'il est l'organisateur depuis les années 1960 et l'autre parce qu'il a rejoint le Nürburgring où ce rassemblement avait grandi de 1961 à 1977. Ce dernier s'appelle Altes Elefantentreffen, altes signifiant « vieux ».
Loin des chromes brillants des customs et du vacarme des sportives poussées au « rupteur », les Éléphants regroupent les amateurs de moto « à la dure ». Les conditions y sont très dures, tant pour la route que pour le camping : neige, verglas et température toujours négative y sont fréquents… L'entraide entre motards facilite le quotidien.
Dans les années 1970, les journaux français affirmaient que les Élephs avaient pour origine la nostalgie des side-caristes de la Wehrmacht. Ce mythe inventé de toutes pièces subsiste encore.